# 線條蘆薈
線條蘆薈（學名：Aloe striata），亦稱珊瑚蘆薈、銀芳錦，為多年生草本肉質的小型無莖蘆薈，南非特有種。葉片寬闊，肉質，呈青綠色，葉緣無鋸齒狀且帶有粉色，花序簇生，花筒為橘紅色。
其种加词“striata”意为“有条纹的”。